# Pétur Pétursson (Bischof)

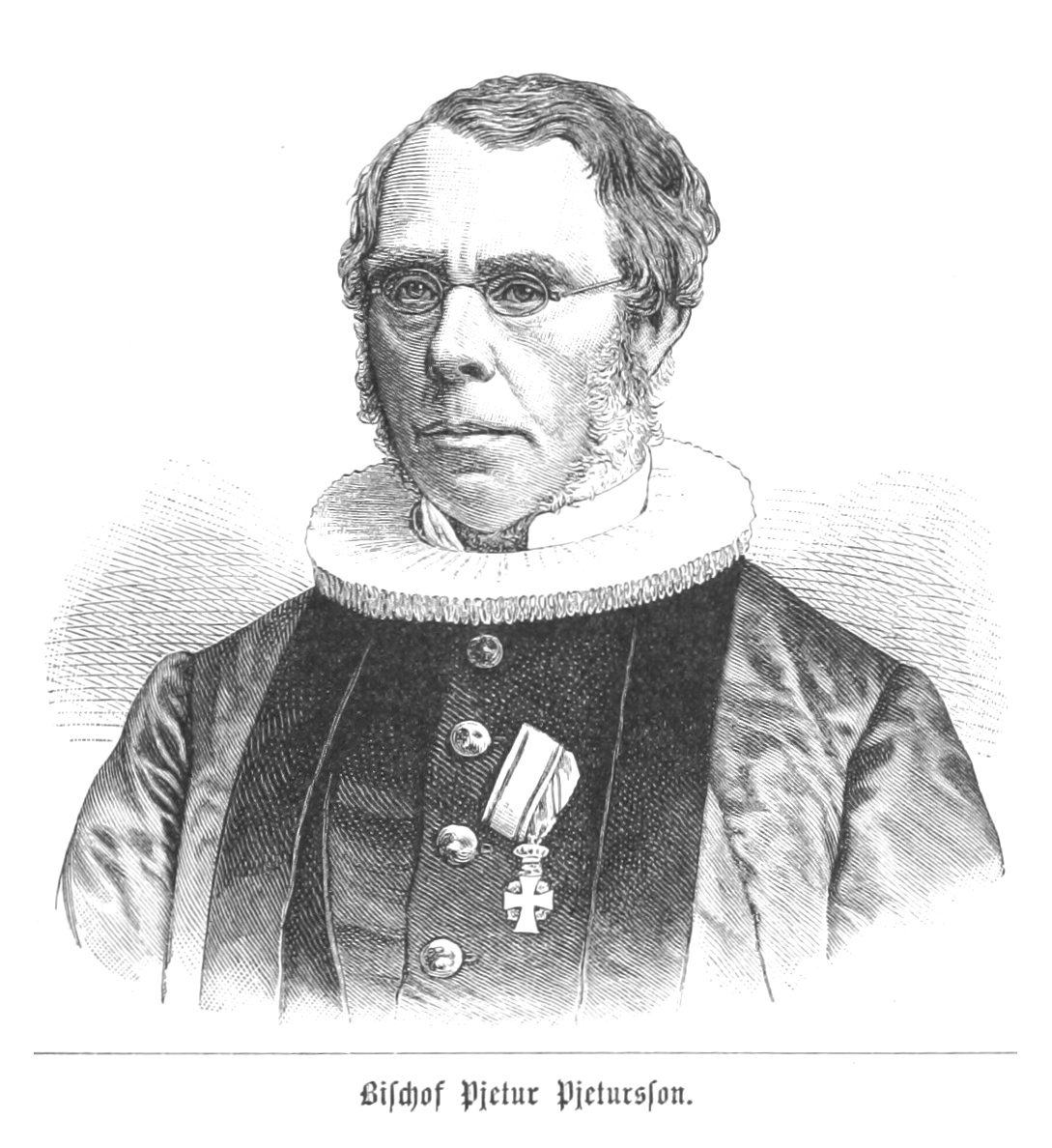
Pétur Pétursson

Pétur Pétursson (* 3. Oktober 1808 in Blönduhlíð; † 15. Mai 1891 in Reykjavík) war ein isländischer Politiker und Prälat, der von 1866 bis 1889 als vierter Bischof von Island amtierte.

## Biografie
Pétur Pétursson wurde in Blönduhlíð als Sohn von Pétur Péturssonar, einem Professor in Víðivellir in Skagafjörður, und dessen zweiter Frau Thóra Brynjólfsdóttir geboren. Er war einer der bekannten Víðivalli-Brüder, die anderen waren Jón Pétursson, Richter am Obersten Gerichtshof, und Brynjólfur Pétursson, ein Politiker und Rechtsanwalt.
Pétur und sein Bruder Brynjólfur wurden von dem Pfarrer Einar Thorlacius in Goðdölar und später in Eyjafjörður ausgebildet. Jónas Hallgrímsson war ihr Mitschüler. Pétur Pétursson schloss 1834 ein Theologiestudium an der Universität Kopenhagen ab, an der er 1844 auch promovierte. Er wurde Pastor in Helgafell und Stedarstaður sowie als Pastor auf der Halbinsel Snæfellsnes. Im Jahr 1847 wurde er zum Direktor der Prestaskólan ernannt. 1866 wurde er zum Bischof von Island ernannt und übte sein Amt 23 Jahre lang aus. Am 16. April 1889 trat er als Bischof in den Ruhestand. Von 1849 bis 1887 war er zudem vom König ernanntes Mitglied des Parlaments und von 1849 bis 1851 und 1855 bis 1856 Bürgermeister von Reykjavik. Von 1879 bis 1881 war er Sprecher des Althing. Er war auch Autor zahlreicher Bücher.
Seine erste Frau war Anna Sigríður Aradóttir aus Flugumýri, die 1839 nach kurzer Ehe starb. Seine zweite Frau war Sigríður Bogadóttir, die Tochter von Boga Benediktsson und Jarðrúður Jónsdóttir.

## Referenzen
1. 1 2  Pétur Pétursson. In: www.althingi.is. Abgerufen am 25. Dezember 2024 (isländisch).
2. ↑  Landsbókasafn Íslands Háskólabókasafn: Tímarit.is. Abgerufen am 25. Dezember 2024 (isländisch).
3. ↑  Þingmenn. In: www.althingi.is. Abgerufen am 25. Dezember 2024 (isländisch).

| Vorgänger                    | Amt                          | Nachfolger           |
| ---------------------------- | ---------------------------- | -------------------- |
| Helgi Guðmundsson Thordersen | Bischof von Island 1866–1889 | Hallgrímur Sveinsson |

| Personendaten    | Personendaten        |
| ---------------- | -------------------- |
| NAME             | Pétur Pétursson      |
| ALTERNATIVNAMEN  | Pjetur Pjetursson    |
| KURZBESCHREIBUNG | isländischer Bischof |
| GEBURTSDATUM     | 3. Oktober 1808      |
| GEBURTSORT       | Blönduhlíð           |
| STERBEDATUM      | 15. Mai 1891         |
| STERBEORT        | Reykjavík            |